# 一関工業高等専門学校
一関工業高等専門学校（いちのせきこうぎょうこうとうせんもんがっこう、英称:National Institute of Technology, Ichinoseki College）は、岩手県一関市にある日本の国立高等専門学校である。1964年に設置された。略称は一関高専。

## 沿革
- 1964年4月1日、国立高専第3期校として開校。機械工学科、電気工学科の2学科が設置され、校長は樋口盛一岩手大学長が併任。
- 1964年4月2日、校長の併任が解かれ、初代校長に渡邊元雄（岩手大学工学部教授）が任命される。
- 1964年4月20日、開校式、入学式。校章、校名旗制定。一関市立一関工業高等学校の校舎を利用し授業が開始される。
- 1966年9月10日、校歌制定。
- 1969年3月19日、第1回卒業証書授与式。
- 1969年4月1日、国立学校設置法の改正により化学工学科増設。
- 1971年10月1日、第２代校長に土居茂樹(岩手大学工学部教授)が任命される。
- 1980年4月1日、第３代校長に河上忠男(岩手大学工学部教授)が任命される。
- 1985年4月1日、第４代校長に永倉喜一郎(岩手大学工学部教授)が任命される。
- 1989年4月1日、機械工学科の2学級のうち1学級が制御情報工学科に改組。
- 1990年4月1日、第５代校長に堀清(岩手大学工学部教授)が任命される。
- 1994年4月1日、化学工学科が物質化学工学科に改組。第６代校長に池田俊夫(岩手大学工学部教授)が任命される。
- 2000年4月1日、第７代校長に高浪五男(岩手大学工学部教授)が任命される。
- 2001年4月1日、専攻科設置。
- 2003年4月1日、電気工学科が電気情報工学科に名称変更。
- 2004年4月1日、国立高等専門学校機構法の制定により独立行政法人国立高等専門学校機構一関工業高等専門学校となる。
- 2005年4月1日、第８代校長に丹野浩一（宮城工業高等専門学校材料工学科教授）が任命される。
- 2005年5月12日、「生産技術情報システム工学」教育プログラムが日本技術者教育認定機構（JABEE）の認定を受ける。
- 2012年4月1日、第９代校長に柴田尚志(茨城工業高等専門学校電子情報工学科教授)が任命される。
- 2014年4月19日、創立50周年記念式典挙行。
- 2017年4月1日、機械工学科、電気情報工学科、制御情報工学科、物質化学工学科を未来創造工学科に改組。4学科を1学科4系(電気・電子系、機械・知能系、情報・ソフトウェア系、化学・バイオ系)とした。
- 2018年4月1日、第10代校長に吉田正道(有明工業高等専門学校創造工学科教授)が任命される。
- 2020年3月24日、独立行政法人大学改革支援・学位授与機構が実施する令和元年度「高等専門学校機関別認証評価」において、評価基準を満たしていると認定された。
- 2020年7月31日、メディアセンター改修。
- 2021年3月16日、公益財団法人岩手県南技術研究センターと「教育・研究活動に係る連携に関する協定」を締結した[1]。
- 2021年4月1日、第11代校長に荒木信夫校長（長岡工業高等専門学校環境都市科教授）が任命される。
- 2022年4月1日、専攻科生産工学専攻、物質化学工学専攻をシステム創造工学専攻に改組。2専攻を1専攻4コース制（機械コース、電気電子コース、情報コース、応用化学コース）とした。
- 2024年4月1日、第12代校長に小林淳哉校長（函館工業高等専門学校物質環境工学科教授）が任命される。
- 2024年10月26日、創立60周年記念式典・記念特別コンサートを挙行。
- 2025年4月8日、化学工学実習工場改修工事竣工。

## 概観

### 教育目標
一関高専では、教育目標を以下のように定めている。
Ａ　国際社会の一員として活動できる技術者
Ｂ　誠実で豊かな人間性と広い視野をもつ技術者
Ｃ　広い分野の基礎知識と優れた創造力・開発力をもつ技術者
Ｄ　継続的に努力する姿勢とさかんな研究心をもつ技術者
Ｅ　協調性と積極性をもち信頼される技術者
Ｆ　技術と社会や自然との係わりを理解し社会的責任を自覚できる技術者

### 成績評価基準
一関高専では成績評価を100点法により行い、学業成績を「優」、「良」、「可」及び「不可」の評語によって表している。以下からもわかる通り、赤点は60点未満である。
優： 80点以上
良： 70点以上80点未満
可： 60点以上70点未満
不可： 60点未満

## 設置学科
平成29年度の学科改組により現行の4学科から4系・7分野で構成される新たな総合学科「未来創造工学科(Department of Engineering for Future Innovation)」が誕生した。これにより2016年度までの入学生は従来の4学科、2017年度の入学生からは未来創造工学科に所属し、後者は2年生進級時に4系のうち１つを選択して進級する。本科卒業で準学士の学術称号が与えられる。
専攻科は本科終了後、２年間の教育・研究を行う高等教育課程。専攻科で所定の単位を修得し、独立行政法人大学改革支援・学位授与機構に申請することで、学士（工学）の学位が授与される。

### 本科（準学士課程）
（2016年度まで入学生）
- 機械工学科（Department of Mechanical Engineering）
- 電気情報工学科（Department of Electrical and computer Engineering）
- 制御情報工学科（Department of Intelligent Systems Engineering）
- 物質化学工学科（Department of Chemical Engineering）

（2017年度以降入学生) 
- 未来創造工学科
  - 機械・知能系(Division of Mechanical and Intelligent Systems Engineering)
  - 電気・電子系(Division of Electrical and Electronic Engineering)
  - 情報・ソフトウェア系(Division of Computer Engineering and Informatics)
  - 化学・バイオ系(Division of Chemical Engineering and Biotechnology)

### 専攻科（学士課程）
（2021年度まで入学）
- 生産工学専攻（Advanced Course of Prodection Engineering）
- 物質化学工学専攻（Advanced Course of Chemical Engineering）

（2022年度以降入学）
- システム創造工学専攻（Advanced Courses in System Innovation Engineering）

## 「生産技術情報システム工学」教育プログラム
本科4年生から専攻科までの4年間で履修できる教育プログラム。本科4、5年生を「プログラム前期履修生」専攻科生を「プログラム後期履修生」と呼ぶ。2005年5月12日には日本技術者教育認定機構の認定を受けた。この教育プログラムを終了するには以下の6つの要件を全て満たさなければならない。
1. 学士（工学）の学位を取得する。
2. 124単位以上（専攻科では62単位以上）を修得する。
3. 1800時間以上の総学習保障時間が満たされている。
4. 「分野別要件を満たすための基礎工学に関する5つの項目群」「分野別要件を満たすための専門工学に関する4つの知識・能力」で示された内容を満たしている。
5. TOEIC400点以上、もしくは同等以上の英語能力を有する。
6. インターンシップの単位を修得している。

これにより、修了生には次の資格が与えられる。
- 修習技術者となる（技術士第1次試験合格者及び同等と認められる）。
- 実務経験4年で技術士第2次試験の受験資格が与えられる。

これらは、日本技術者教育認定機構に認定されたものに一様に見られるものである。

## 学生生活
校則は無いに等しく、服装や頭髪は自由である。始業は8時50分で3時間または4時間授業(一コマ90分)、終業は14時50分または16時40分である。それゆえ放課後が長く、部活動や資格取得の勉強など自由に時間を使える。また高等教育機関ということもあり、他の大学と同様、夏季休業期間や春季休業期間が長い。

## 部活動
一関高専には14の運動部、8つの文化部、5つの技術部がある。

### 運動部
- 硬式野球部
- ソフトテニス部
- 陸上競技部
- バレーボール部
- バスケットボール部
- サッカー部
- 柔道部
- 剣道部
- ハンドボール部
- 硬式テニス部
- 水泳部
- バドミントン部
- 空手部
- 卓球部

### 文化部
- 写真部
- 化学部
- 吹奏楽部
- 軽音楽部
- 茶道部
- ダンス部
- 美術部
- よさこい部

### 技術部
- 機械技術部
- 電子計算機部
- 自動車部
- 総合技研部
- 映像制作部

## 高専ロボコン

### 活動
活動は主に管理教育棟3階の工学デザイン室で行われているが、授業で利用されるため占有はしていない。
一関工業高等専門学校では、NHK全国高専ロボコン第1回大会「乾電池カーレース」から毎年出場しており、主に出場している機械技術部の部室には、今でも初代マシンが眠っている。

### マスコットキャラクター
機械技術部のマスコットキャラクターとして『カヲルピングー君』が存在する。
これは、十数年前の学生が顧問の『ピングーのソフトビニール人形』と『渚カヲルぬいぐるみ』を合体させたものである。

### 戦績
- 1992年第5回大会「ミステリーサークル」では『ころころ君』が全国大会優勝。決勝戦は同点による延長戦。
- 1997年第10回大会「花開蝶来」では『高飛車』が全国大会準優勝。
- 2007年第20回大会「風林火山」では「風林火山賞」受賞。
- 2012年第25回大会「ベスト・ペット」では『椀子兄弟』が全国大会優勝。決勝戦は同タイムによる再試合。
- 2018年第31回大会「Bottle-Flip Cafe(ボトルフリップ・カフェ)では『一角』が全国大会優勝。

## 付属施設
- メディアセンター

視聴覚室、会議室、LT教室、図書館などからなる。
- 萩友会館

購買、学生食堂、保健室、学生相談室などからなる。
- 学生寮

北寮、南寮、新南寮、東寮、白萩寮（女子寮）の5つの居住棟からなる。
- 機械実習工場
- 化学実習工場
- 体育館
- 武道館
- プール
- ハンドボールコート
- テニスコート
- 陸上競技場
- 野球場

## 対外関係

### 他大学との協定

#### 国内大学
- 放送大学学園と単位互換協定を結んでおり、放送大学で取得した単位を卒業に要する単位として認定することができる[2]。

### 研究機関
- 公益財団法人岩手県南技術研究センターの理事に校長が就任しており[3]、さらに研究開発部長として教員を派遣[4]している。

### 一関工業高等専門学校教育研究振興会
地域企業等により、一関高専の教育研究の振興を図り、相互の連携を密にして地域社会の発展に資することを目的として設立された。
(令和5年6月現在　110事業所)

## 事故
1973年5月、柔道の授業中、男子学生（当時1年生）が教諭の投技を受けた後失神、急性硬膜下血腫の診断。以降、要介護の寝たきり状態。1977年2月10日に1審、1984年9月28日の2審とも原告（被害家族）の訴えを棄却。
- 関連書籍
  - わが子に言葉なく―ある学校事故の記録 三浦孝啓（著）総合労働研究所 (1978/09) ASIN B000J8LX86

## 名誉教授
- 島　　　美 1989年(平成元)４月３日発令
- 昆野　忠康 1990年(平成２)４月１日発令
- 小松　　正 1992年(平成４)４月１日発令
- 大井　　正 1994年(平成６)４月１日発令・従四位・瑞宝小綬章[6]
- 玉木　康夫 1996年(平成８)４月１日発令
- 飯岡　圭輔 1998年(平成10)４月１日発令
- 及川　　了 2001年(平成13)４月１日発令
- 内海　　健 2002年(平成14)４月１日発令
- 髙浪　五男 2005年(平成17)４月１日発令
- 平山　芳英 2005年(平成17)４月１日発令
- 板垣　忠昌 2005年(平成17)４月１日発令
- 中野　光昭 2006年(平成18)４月１日発令・瑞宝小綬章[7]
- 小田嶋次勝 2006年(平成18)４月１日発令・従四位・瑞宝小綬章[8]
- 佐々木世治 2007年(平成19)４月１日発令・瑞宝小綬章[9]
- 梅内　晴成 2007年(平成19)４月１日発令
- 佐野　　茂 2007年(平成19)４月１日発令・瑞宝小綬章[10]
- 奥山与惣美 2007年(平成19)４月１日発令・瑞宝小綬章[11]
- 高橋　満弘 2008年(平成20)４月１日発令
- 吉田　武司 2009年(平成21)４月１日発令
- 菅野　昭吉 2009年(平成21)４月１日発令
- 長谷川淳一 2009年(平成21)４月１日発令
- 髙橋　英則 2009年(平成21)４月１日発令
- 西山　憲夫 2011年(平成23)４月１日発令
- 丹野　浩一 2012年(平成24)４月１日発令・瑞宝中綬章[12]
- 梅野　善雄 2013年(平成25)４月１日発令
- 佐藤　昭規 2015年(平成27)４月１日発令
- 菅野　俊郎 2017年(平成29)４月１日発令
- 柴田　尚志 2018年(平成30)４月１日発令・瑞宝中綬章[13]
- 畠山　喜彦 2018年(平成30)４月１日発令
- 貝原巳樹雄 2020年(令和２)４月１日発令
- 渡辺　仁史 2020年(令和２)４月１日発令
- 吉田　正道 2021年(令和３)４月１日発令
- 松尾　幸二 2021年(令和３)４月１日発令
- 豊田　計時 2021年(令和３)４月１日発令
- 小野　宣明 2022年(令和４)４月１日発令[14]
- 戸谷　一英 2023年(令和５)４月１日発令[15]
- 明石　尚之 2024年(令和６)４月１日発令[16]
- 二階堂　満 2024年(令和６)４月１日発令
- 千葉　圭 2025年(令和７)４月１日発令[17]

## 出身者
- NSP - フォーク・グループ
- 菅野哲雄 - 元衆議院議員（社会民主党）

## 外部データ
- 一関工業高等専門学校ホームページ